# 居仁閣
居仁閣（英語：Kui Yan Court），又名居仁里3號，是位於香港香港島中西區西營盤的一個屋苑，也是香港房屋協會轄下的一個市區改善計劃屋苑，門牌號碼為居仁里3號，鄰近聖安多尼堂和聖類斯中學，亦跟同類計劃屋苑毓明閣屬同一重建項目，後被土地發展公司全幢買下，再出售予受重建影響之居民。

## 概況
該住宅為單幢樓，有48個單位，前身是西營盤第三街和水街一帶的舊樓，由港府在1987年公佈收回，跟房協同類計劃另一個屋苑毓明閣及附近的第三街遊樂場同屬一個重建項目。重建後的居仁閣隨即被市區重建局前身土地發展公司全幢買下，作日後該公司重建安置之用途，1992至93年度，該公司提供受重建影響的業主安置地點選擇中，包括居仁閣的住宅單位。
現時單位跟其他市區改善計劃樓宇一樣，可以透過自由市場公開發售，並無任何申請資格和轉讓限制。而房協和後來的市建局也開始合作關係，並在2002年簽訂諒解備忘錄，一同集中處理土發公司已擬備的發展提案，其中房協負責物業收購及安置、處理新建物業等工作。

## 交通
| 交通路線列表                                    |
| ----------------------------------------------- |
| 港鐵 - █ 港島綫：香港大學站B1出口 電車 - 屈地街 |

## 鄰近
- 聖安多尼堂、聖類斯中學
- 聖士提反堂中學
- 聖保羅書院
- 香港大學孔慶熒樓、香港大學本部大樓
- 毓明閣

## 外部連結
- 居仁里3號 （页面存档备份，存于），香港房屋協會